# Nicole Parker
Nicole Frances Parker (Irvine, California, 21 de febrero de 1982), también acreditada como Nicole Parker Redford, es una actriz, actriz de voz, guionista, y comediante estadounidense conocida por su participación en el programa de sketches de FOX MADtv donde representaba varios personajes. Es la actriz que más tiempo ha estado en el programa, ya que comenzó en 2003 y lo abandonó tras finalizar la 14.ª temporada en el año 2009. Ella es la voz actual de Penélope Glamour.
Como actriz de teatro, debutó en Broadway con la obra Martin Short: Fame becomes me, trabajó en el clásico de Lope de Vega Fuenteovejuna en el papel de Laurencia, en la Flauta mágica y en el Musical de Romeo y Julieta. En cine ha participado en películas afines a su rol cómico como Meet the Spartans (Casi 300), Disaster Movie y Funny People con Adam Sandler. 
Actualmente protagoniza el musical Wicked en Broadway (Nueva York) en el papel de Elphaba.

## MADtv
En el año 2003, Nicole Parker inició su trabajo como colaboradora en MADtv; hasta que el año siguiente se convirtió en parte del elenco principal. Durante sus apariciones en el programa ha representado diferentes personajes ficticios y parodias de personajes famosos. 